# Aurelia Thaisous
Aurélia Thaisous, foi uma mulher romana, que viveu na cidade egípcia de Oxirrinco, no século III d.C, filha de Aurélio Sarapião e Diaina. Ela tornou-se mais conhecida nos tempos modernos, como um exemplo da aplicação da lei Ius Trium Liberorum para as mulheres romanas, depois que arqueólogos descobriram um papiro, no qual ela fez uma petição ao magistrado local requisitando os seus direitos, garantidos por esta lei.  